# A magyar pengő inflációja

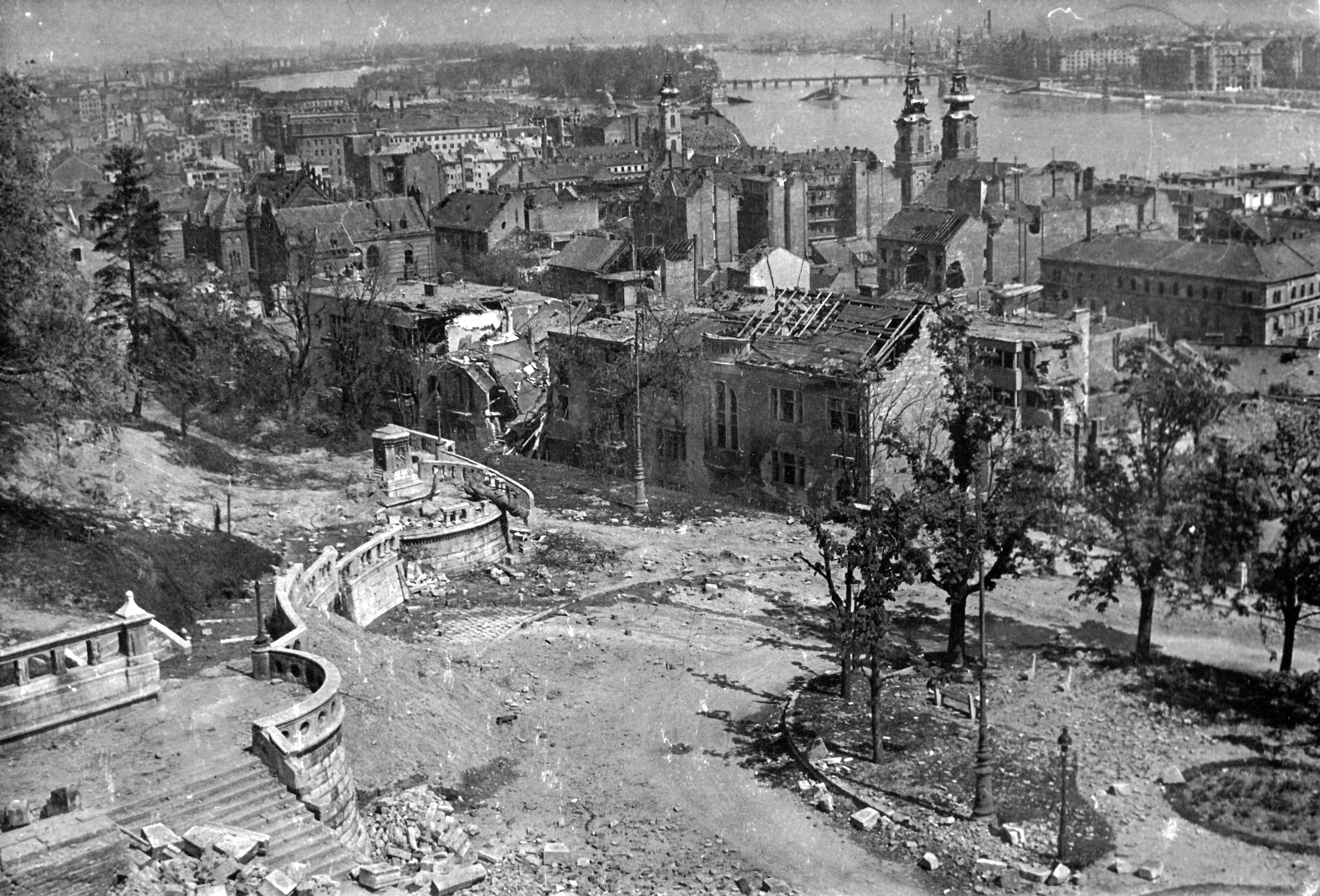
Háborús pusztítás Budapesten

A magyar pengő inflációja a második világháború végétől 1946 augusztus 1-ig a világtörténelem addig ismert legnagyobb mérvű ilyen jelensége volt. 

## Előzmények
Az infláció már a háború előtti fegyverkezés, az 1938 tavaszán elfogadott győri program végrehajtásával megindult. A fegyverkezési költségek fedezésére a kormányzat a honvédelmi törvény alapján már 1939-től fokozódó mértékben vett fel hiteleket a Magyar Nemzeti Banktól. A kiadások a lakosság vásárlóerejében is megjelentek, de a fogyasztási javak mennyisége nem nőtt megfelelő mértékben, ami az árak emelkedéséhez vezetett.
Az 1944. március 19-i német megszállás tovább rontott a helyzeten. A megszálló csapatok ellátásának költségeit Magyarország fizette. Ez 2 milliárd pengő ellenszolgáltatás nélküli kiadását jelentette. Ez az egyéb háborús kiadásokkal együtt az államháztartást súlyosan megterhelte. A pénzügyi vezetés a hiányt újabb és újabb kincstárjegy-kibocsátás útján fedezte. Ezeket azonban csaknem kizárólag maga a Magyar Nemzeti Bank vette át, így a bankjegyállomány 90%-át az állam adóssága „fedezte”, azaz a bankjegyek túlnyomó részét minden gazdasági alap nélkül bocsátották ki.
A bankjegymennyiség e gyors szaporodás révén az 1937 és 1944 vége közötti időszakban több mint negyvenszeresére, 467 millió pengőről kerekítve 20 milliárdra emelkedett.

## Gazdasági helyzet 1945 tavaszán

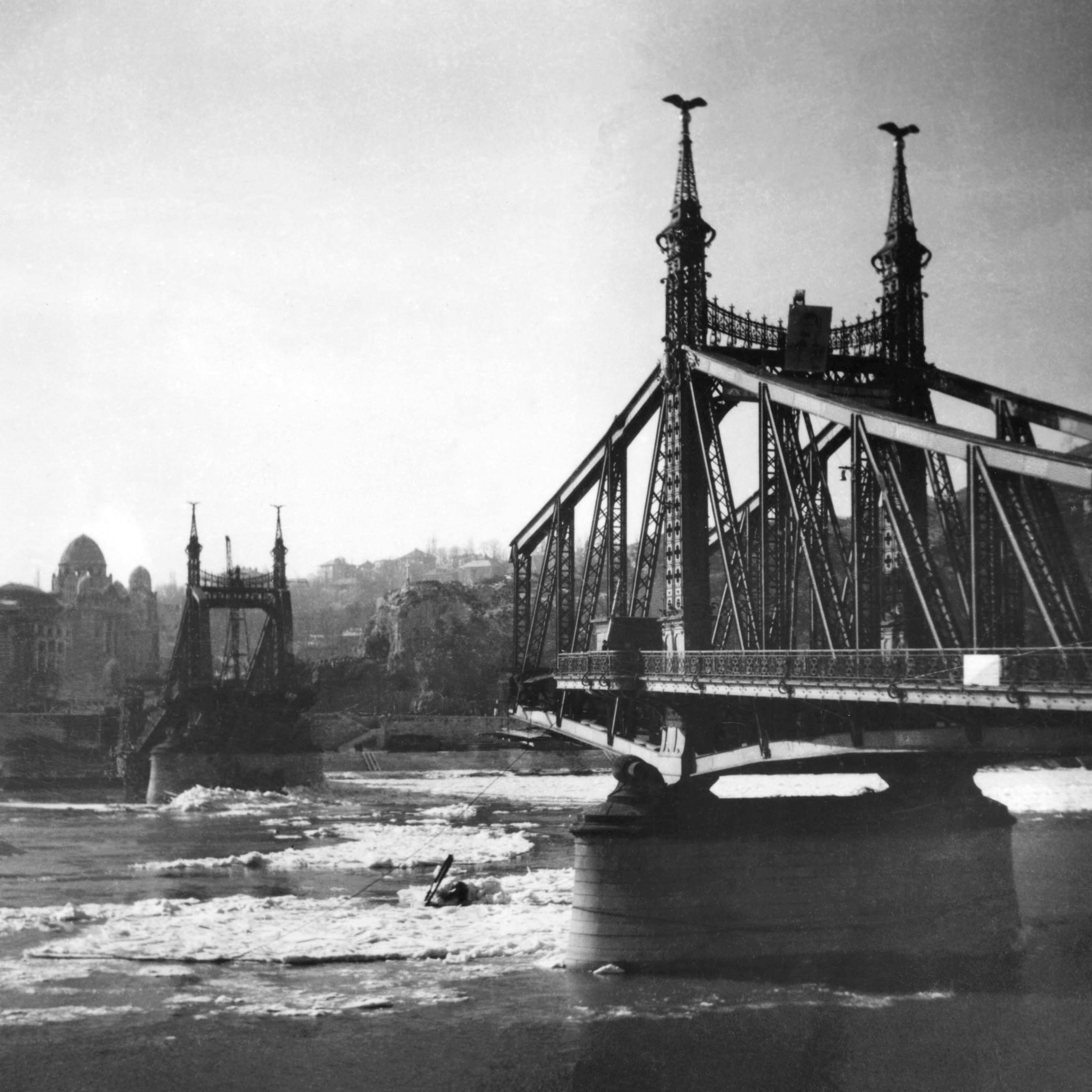
A Szabadság-híd 1946 februárjában

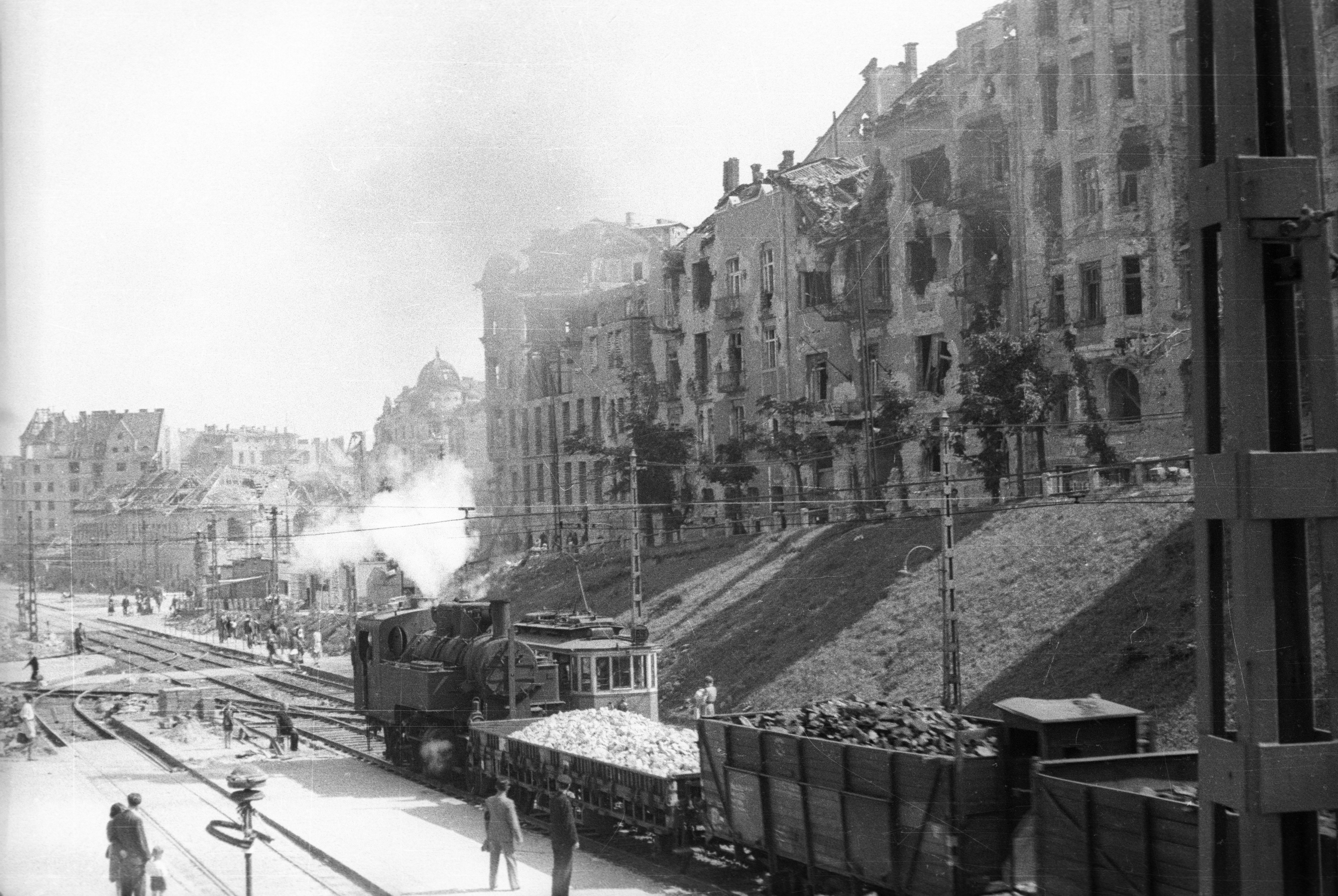
Áruszállítás a Széll Kálmán téren 1945-ben

A háborús károk, beleértve a mozdítható ingóságok nagy részének a németek és a nyilasok általi nyugatra hurcolását (például az aranyvonat révén), majd a szovjet csapatok fosztogatásait, hatalmasak voltak. A termelőeszközök tetemes veszteségeket szenvedtek, áru- és nyersanyagkészletek gyakorlatilag nem maradtak, az állatállomány elpusztult vagy elhurcolták, a közlekedés szinte teljesen megbénult, a bankok tőke nélkül maradtak.
A Németországgal szemben a háború során leszállított nagy mennyiségű áru fejében keletkezett magyar követelések természetesen kárba vesztek. Az ország teljes háborús kiadásait és veszteségeit 36 milliárd aranypengőre becsülték, vagyis a nemzeti vagyonnak mintegy 40%-a semmisült meg.
A ipar teljesítőképessége az 1938. évinek mintegy 10%-ára esett vissza, és a helyreállítási erőfeszítések ellenére még 1946. tavaszán sem érte el a felét a háború előttinek. A mezőgazdasági állótőkének körülbelül 20%-a veszett oda. Gépesítettség híján a legnagyobb veszteség az igaerő és a közellátás szempontjából alapvető fontosságú állatállománynál következett be. Az 1944. évi szarvasmarha-állománynak kevesebb mint a fele, a sertésállománynak alig több mint egynegyede maradt meg. Vetőmag és igaerő hiányában 1945 tavaszán a normálisnál jóval kisebb területet vetettek be, így a kenyérgabona-termés a békeévek mintegy 2 millió tonnás átlagtermésévei szemben 1945-ben alig 0,9 millió tonna volt. A kukoricatermés kevésbé, csak 19%-kal, a burgonyáé pedig 21%-kal csökkent.
Az alapvető élelmiszereknek számító állati eredetű termékek, mint a hús, zsír, tej és tejtermékek, tojás termelésének zuhanása súlyos ellátási problémákat okozott.
A gazdasági élet minden területére kiterjedő pusztulás a közlekedésben leginkább a vasutat érte. 45 000 vasúti kocsiból mindössze 7000, 2800 mozdonyból pedig 450 darab maradt üzemeltethető állapotban. „Természetesen” elsősorban a korszerűbb és erősebb mozdonyokat hurcolták el a németek majd a szovjetek.
A közellátás katasztrofális helyzetbe jutott. Az ilyen esetekben általában alkalmazott háborús gazdálkodás, a jegyrendszer bevezetése az ehhez szükséges készletek hiányában, valamint a közigazgatás szervezetlensége miatt nem volt lehetséges. Az államkincstár kiürült, az állami bevételek minimálisra zuhantak. Teljesen hiányoztak a pénzügyi közigazgatás alapfeltételei. Az államkincstár központi számadási rendje is csak 1945 júniusában állt helyre.

## Az infláció felgyorsulása

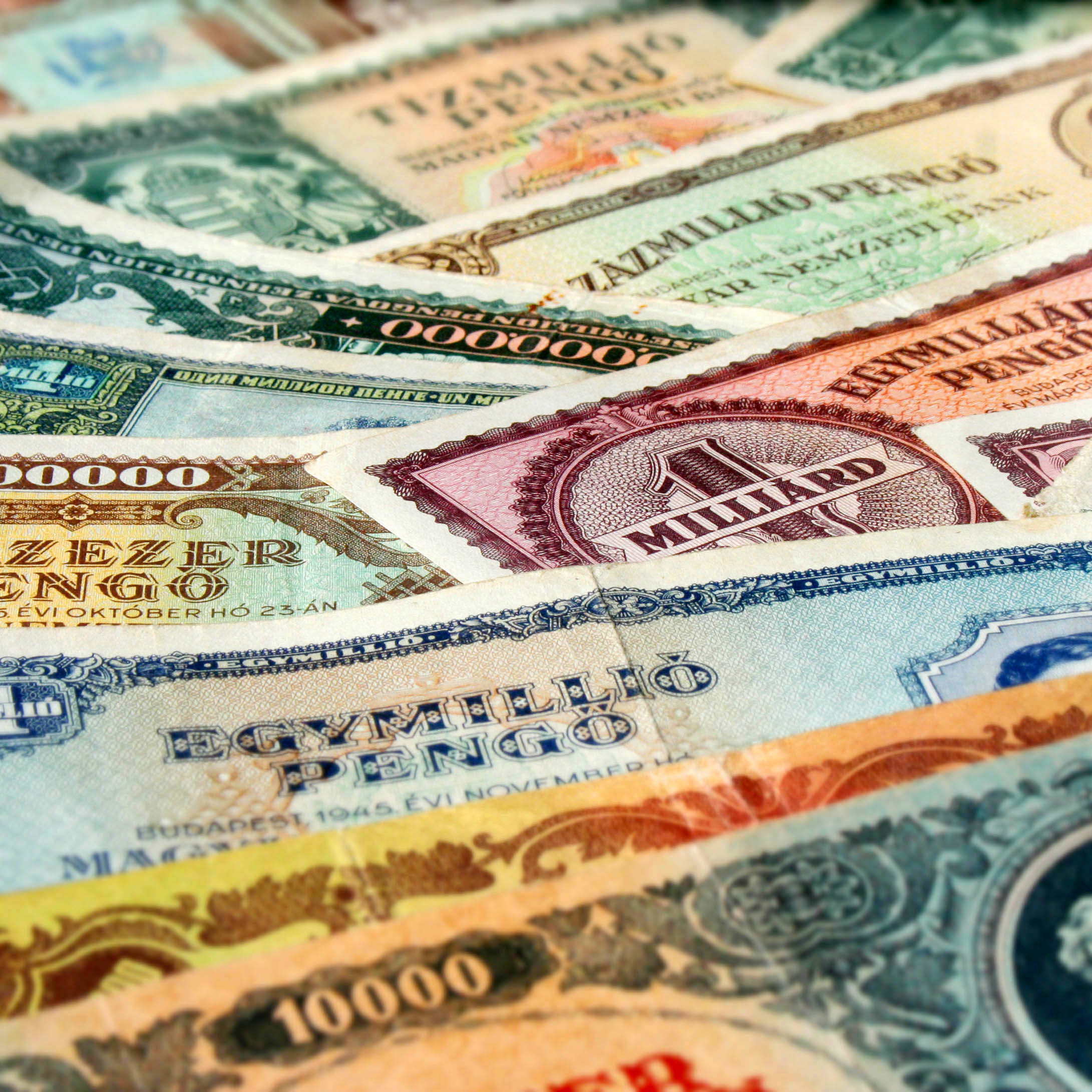

A végletesen súlyos gazdasági helyzet a költségvetési hiányban is megjelent. A rendkívül alacsony termelési színvonallal szemben olyan mértékű igények jelentkeztek, amit lehetetlen volt kielégíteni. Egyszerre kellett volna eleget tenni az újjáépítési feladatoknak, a háborús jóvátételi kötelezettségeknek és a lakosság létfenntartásának.
Az államháztartás kezében a bankóprésen kívül alig maradt egyéb eszköz. A pénzkiáramlás azonban nemcsak a deficit fedezetét teremtette meg, hanem olyan vásárlóerőt is létrehozott, ami messze meghaladta a rendelkezésre álló árumennyiséget. A pénzügyi kormányzat kénytelen volt tudomásul venni, hogy az egyensúlyi problémák meggyorsítják az inflációt.
A költségvetés túlnyomórészt újabb kincstárjegyek kibocsátása révén szerezte meg a szükséges összegeket. Ezzel rohamosan emelkedett a Magyar Nemzeti Bank leszámítolási állománya és a bankjegyállomány is.
1945. január és június között még csak 4 milliárd pengő volt a költségvetési deficit, szeptember és december között viszont már több mint 100 milliárdra nőtt az államháztartás hiánya. A költségvetési bevételek a kiadásoknak mindössze 8-12%-ára nyújtottak fedezetet.
1945 őszén az áremelkedés mértéke már lényegesen meghaladta a pénzmennyiség szaporodását. A lakosság menekült a gyorsan értéktelenedő pengőtől, az előállított fogyasztási javak jelentős részét igyekeztek felhalmozni az értékmegőrzés jegyében, így egyre több terméket vontak ki a forgalomból, ezzel is fokozva a hiánygazdaságot és gyorsítva az árak emelkedését.

## Erőfeszítések az infláció csökkentésére
A pénzügyi kormányzat sorozatos intézkedésekkel próbálta meg csökkenteni az inflációt az államháztartási deficit csökkentése, az egyensúly megteremtése útján. Az államháztartási bevételek növelése céljából több adóügyi változtatást hajtottak végre. Ezek a logikus, de csekély jelentőségű lépések az általános gazdasági egyensúly hiányának körülményei között nem lehettek elegendőek.
A pénzügyi csőd elkerülése érdekében egyre erőteljesebb intézkedéseket hoztak. 1945 végén 75%-os bankjegydézsmát vezettek be (egyébként Hollandiához, Belgiumhoz, Csehszlovákiához és Jugoszláviához hasonlóan) az 1000, 10 000 és 100 000 pengős bankjegyekre. Az ebből befolyt 383 milliárd pengő azonban az államháztartás akkori havi szükségletének mindössze egyharmadát fedezte. Az áremelkedés azonban átmenetileg mérséklődött, sőt csökkenésre is sor került. Az infláció azonban az átmeneti megtorpanás után hamarosan új lendületet vett a tovább fokozódó mértékű kincstárjegy-kibocsátás miatt.
A külföldi fizetőeszközök forgalmát már a háború alatt megtiltották, de 1945-re az ellenőrzés összeomlott. A háború után megtiltották a pengő behozatalát is külföldről, de ennek sem sikerült érvényt szerezni. A külföldre hurcolt pengő visszaáramlásának csak a hazai bankjegyek felülbélyegzése vetett véget. Az infláció rohamos növekedésével arányosan azonban az arany és a külföldi valuták forgalma a hatósági szabályozásra tett kísérletek ellenére széles körben elterjedt.
1946. január 1-én bevezették az adópengőt mint az adóbefizetések eszközét (egyelőre ilyen bankjegyek kibocsátása nélkül), aminek az értékét a „sima” pengőhöz viszonyítva naponta állapították meg az előző napi árváltozások alapján. 1946 áprilisától azonban már egyes fogyasztói árakat is adópengőben állapítottak meg, májustól adópengő-államjegyeket bocsátottak ki, és az adópengő hamarosan teljesen kiszorította a forgalomból az egyszerű pengőt. A papírpengő-infláció helyébe még gyorsabb adópengő-infláció lépett. Az adópengő vásárlóereje egyetlen hét alatt 3612-ed részére csökkent. Az államháztartási deficit tovább nőtt, a bevételek a kiadásoknak mindössze kevesebb, mint 7%-át fedezték.
A háború végén a kormány hivatalos árszabályozást vezetett be, főleg az élelmiszerekre, amit 1945 őszén szélesebb körre kiterjesztett. Az állam azonban nem rendelkezett a piac befolyásolásához szükséges árukészletekkel. A hivatalos árakat is sorozatosan emelni kellett. A létfenntartási költségek indexe – a KSH számításai szerint 1939 augusztus vége és 1945 vége között a 471-szeresére emelkedett. A bankjegyállomány viszont „csak” 37-szeresére nőtt, azaz nem a bankjegyállomány növelése hajtotta az inflációt, annak inkább az áruhiány, a pénztől való menekülés és a pénz forgási sebességének addig soha nem látott növekedése, a pénz várható további értékcsökkenésétől való öngerjesztő félelem volt az oka.
Az óráról órára emelkedő árakat hamarosan már csak a millió hatványaival lehetett kifejezni. Természetesen a bérek is folyamatosan emelkedtek, de a reálbérek alakulása erősen hullámzott. Próbálkoztak a kalória-bérrendszer bevezetésével, azaz a munkabéreket természetben, bizonyos kalóriatartalmú élelmiszerekben, szükség esetén annak mindenkori pénzbeli ellenértékében kellett kifizetni. Ennek bevezetésévei a reálbér-színvonal 1946 februárjában az 1939. évinek 30%-ára
emelkedett. A növekedés azonban csak átmeneti volt és ez a mutató július végén már ismét 11% alá süllyedt.
A féktelen infláció nyomán a bankjegyekre csillagászati számokat nyomtattak. A legmagasabb
címlet 100 trillió volt, az adópengő-jegyekből pedig 100 millió. Azonban az egész bankjegyállomány értéke zuhant, a stabilizációt közvetlenül megelőzően tényleges értéke gyakorlatilag nulla volt. A forgalomban már csak adójegyek maradtak. de ezek összértéke is csak 13 millió új forint volt a stabilizáció időpontjában, 1 millió forint értékű adójegy pedig a jegybank tulajdonában volt. 
A gyakorlati áruforgalom ekkoriban már részben arany, például a Napóleon-arany és az értéküket stabilan őrző külföldi keményvaluták, zömmel amerikai dollár és font sterling segítségével, leggyakrabban azonban a közvetlen árucsere formájában, barterkereskedelem útján bonyolódott. A városi lakosság iparcikkekkel felpakolva utazott vidékre, a krónikus közlekedési nehézségek miatt gyakran a vasúti vagonok tetején. Ott pedig a tehetősebb parasztságtól csere útján jutottak élelmiszerhez. Hasonlóképpen a városba különböző élelmiszerekkel utazó „batyuzó” parasztok gyakran aranyórával, szőnyeggel, értékes étkészlettel, vagy minőségi ruhadarabokkal felszerelkezve érkeztek haza.
A kormányzat szigorú tiltással igyekezett elejét venni a feketegazdaság kibontakozásának, különösen az arany és a valuta forgalmazásának. A nagy névértékű bankjegyek egy részét (így például az egymillió milpengőt) az állam felülbélyegezte. Az a felirat került rájuk, hogy: "HALÁL A FEKETÉZŐKRE".A gazdasági törvényszerűségekkel szembe menő intézkedések ugyanakkor kevés sikert hoztak.

## A stabilizáció

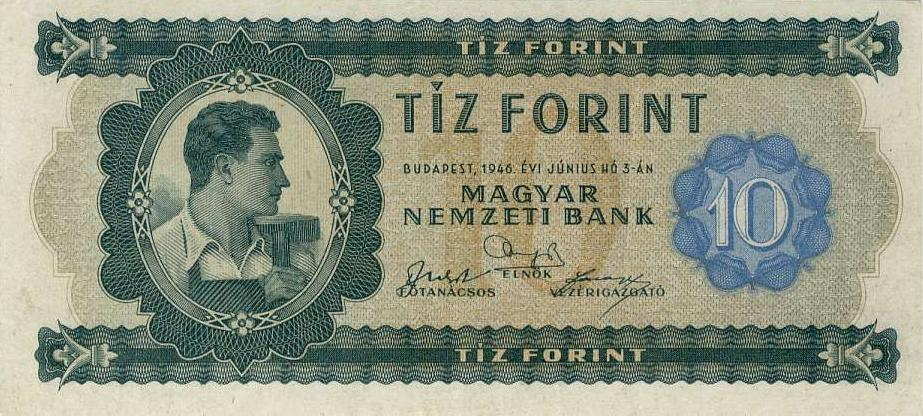
10 forintos bankjegy 1946-ból

1946. augusztus 1-jén, hosszas előkészítő munka után vezették be az új magyar fizetőeszközt, a forintot.
Az új magyar valuta egysége 200 millió adópengővel, illetve a legrosszabb „sima” pengő értékéhez viszonyítva 400000 kvadrillió (1024) pengőnek felelt meg. A Magyar Nemzeti Bank a forint aranytartalmát 0,0757 grammban határozta meg, aminek megfelelően 1 USA dollár 11,74 forintnak felelt meg.